# Kasteel van Quierzy
Het Kasteel van Quierzy (Frans: Château de Quierzy) is een kasteel in de Franse gemeente Quierzy. Karel Martel stierf hier op 22 oktober 741. Ook werden hier onder Karel de Kale de twee capitulare van Quierzy opgesteld waarvan de eerste uitgevaardigd op 14 februari 857 bedoeld was om de struikroverij tegen te gaan en de tweede uitgevaardigd op 14 juni 877 door het erfelijk maken van ambten als graaf het begin van het feodalisme inluidde. Koning Hugo Capet gaf dit kasteel in het bezit van de bisschop van Doornik en Noyon die het liet verbouwen. Het kasteel is een beschermd historisch monument sinds 1928.